# Inō-Battle wa nichijō-kei no naka de
Inō-Battle wa nichijō-kei no naka de (異能バトルは日常系のなかで, Inō-batoru wa nichijō-kei no naka de, litt. Quand les batailles surnaturelles deviennent ordinaires) aussi connu sous le titre Inou Battle Within Everyday Life ou Inou-Battle in the Usually Daze est une série japonaise de light novels écrite par Kota Nozomi et illustrée par 029 et éditée par SB Creative dans sa collection GA Bunko. Une adaptation en manga illustrée par Kōsuke Kurose a commencé sa prépublication dans le magazine des éditions Kadokawa Shoten, Comp Ace. 
Une adaptation en série télévisée d'animation par le studio Trigger est diffusée au Japon depuis octobre 2014.

## Personnages
Jurai Andō (安藤 寿来, Andō Jurai)
Tomoyo Kanzaki (神崎 灯代, Kanzaki Tomoyo)
Hatoko Kushikawa (櫛川 鳩子, Kushikawa Hatoko)
Sayumi Takanashi (高梨 彩弓, Takanashi Sayumi)
Chifuyu Himeki (姫木 千冬, Himeki Chifuyu)
Mirei Kudō (工藤 美玲, Kudō Mirei)
Hajime Kiryū (桐生 一, Kiryū Hajime)
Rītia (リーティア)
Madoka Kuki (九鬼 円, Kuki Madoka)
Shizumu Sagami (相模 静夢, Sagami Shizumu)
Shiharu Satomi (里見 詩春, Satomi Shiharu)

## Light novel
Le premier volume du light novel a été publié le 15 juin 2012 par les éditions SB Creative dans leur collection GA Bunko. Neuf volumes ont été publiés au 15 novembre 2014.

## Manga
L'adaptation en manga a débuté le 26 juillet 2013 dans le magazine Comp Ace. Le premier volume relié est publié par Kadokawa Shoten le 26 mars 2014 et trois tomes sont commercialisés au 26 novembre 2014.

## Anime
Une adaptation en série télévisée d'animation par le studio Trigger a débuté le 6 octobre 2014 au Japon, sur TV Tokyo et en simulcast dans les pays francophones sur Crunchyroll. La série est réalisée par Masahiko Otsuka avec un character design de Satoshi Yamaguchi inspiré des travaux de 029.

### Liste des épisodes
| No | Titre français                           | Titre japonais               | Titre japonais                                                | Date de 1re diffusion |
| No | Titre français                           | Kanji                        | Rōmaji                                                        | Date de 1re diffusion |
| -- | ---------------------------------------- | ---------------------------- | ------------------------------------------------------------- | --------------------- |
| 1  | Un phénomène inattendu (Change)          | 『異変』アルファ・エピソード | Ihen - Arufa Episōdo (Un phénomène inattendu - Épisode alpha) | 6 octobre 2014        |
| 2  | Le malentendu (Misconception)            | 『誤想』ミスコンセプション   | Gosō - Misukonsepushon                                        | 13 octobre 2014       |
| 3  | La rencontre fortuite (Rendezvous Point) | 『邂逅』ランデブーポイント   | Kaigō - Randebū Pointo                                        | 20 octobre 2014       |
| 4  | Extravagances (Capricious Lady)          | 『奇行』カプリシャスレディ   | Kikō - Kapurishasu Redi                                       | 27 octobre 2014       |
| 5  | La gamine (Sensitive Age)                | 『厨二』センシティブエイジ   | Chūni - Senshitibu Eiji                                       | 5 novembre 2014       |
| 6  | Le péché (Vice Penalty)                  | 『罪悪』ヴァイスペナルティ   | Zaiaku - Vaisu Penaruti                                       | 12 novembre 2014      |
| 7  | L’éveil (Juggernaut On)                  | 『覚醒』ジャガーノートオン   | Kakusei - Jagānōto On                                         | 17 novembre 2014      |
| 8  | La guerre (Holmgang Battle)              | 『戦争』ホルムガングバトル   | Sensō - Horumugangu Batoru                                    | 24 novembre 2014      |
| 9  | Déclaration (Girl Approach)              | 『布告』ガールズアプローチ   | Fukoku - Gāruzu Apurōchi                                      | 1er décembre 2014     |
| 10 | Le labyrinthe (Fool's Labyrinth)         | 『迷路』フールズラビリンス   | Meiro - Fūruzu Rabirinsu                                      | 8 décembre 2014       |
| 11 | L'existence (Cupid Error)                | 『存在』キューピッドエラー   | Sonzai - Kyūpiddo Erā                                         | 15 décembre 2014      |
| 12 | Le quotidien (Usual Days)                | 『日常』ユージュアルデイズ   | Nichijō - Yūjuaru Deizu                                       | 22 décembre 2014      |